# جاتاق
جاتاق (بالتركية: Çatak)‏ هي بلدة ومُديريَّة تقع في ولاية وان بتركيا. تصل مساحتها إلى 1952 كم²، وترتفع عن سطح البحر حوالي 1500 م.